# Phyllodonta songara
Phyllodonta songara là một loài bướm đêm trong họ Geometridae.